# Komárov (Slowakei)
Komárov (bis 1927 slowakisch „Komarov“ oder „Komarovce“; ungarisch Felsőkomaróc – bis 1907 Komaróc) ist eine Gemeinde im Osten der Slowakei mit 473 Einwohnern (Stand 31. Dezember 2024). Sie gehört zum Okres Bardejov, einem Kreis des Prešovský kraj, und wird zur traditionellen Landschaft Šariš gezählt.

## Geographie
Die Gemeinde befindet sich in den Niederen Beskiden im Bergland Ondavská vrchovina im Tal der Topľa. Das Ortszentrum liegt auf einer Höhe von 241 m n.m. und ist siebeneinhalb Kilometer von Bardejov entfernt (Straßenentfernung).
Nachbargemeinden sind Beloveža im Norden, Hrabovec im Osten, Vyšná Voľa im Süden, Lukavica im Südwesten und Bardejov (Stadtteile Bardejov und Bardejovská Nová Ves) im Westen und Nordwesten.

## Geschichte

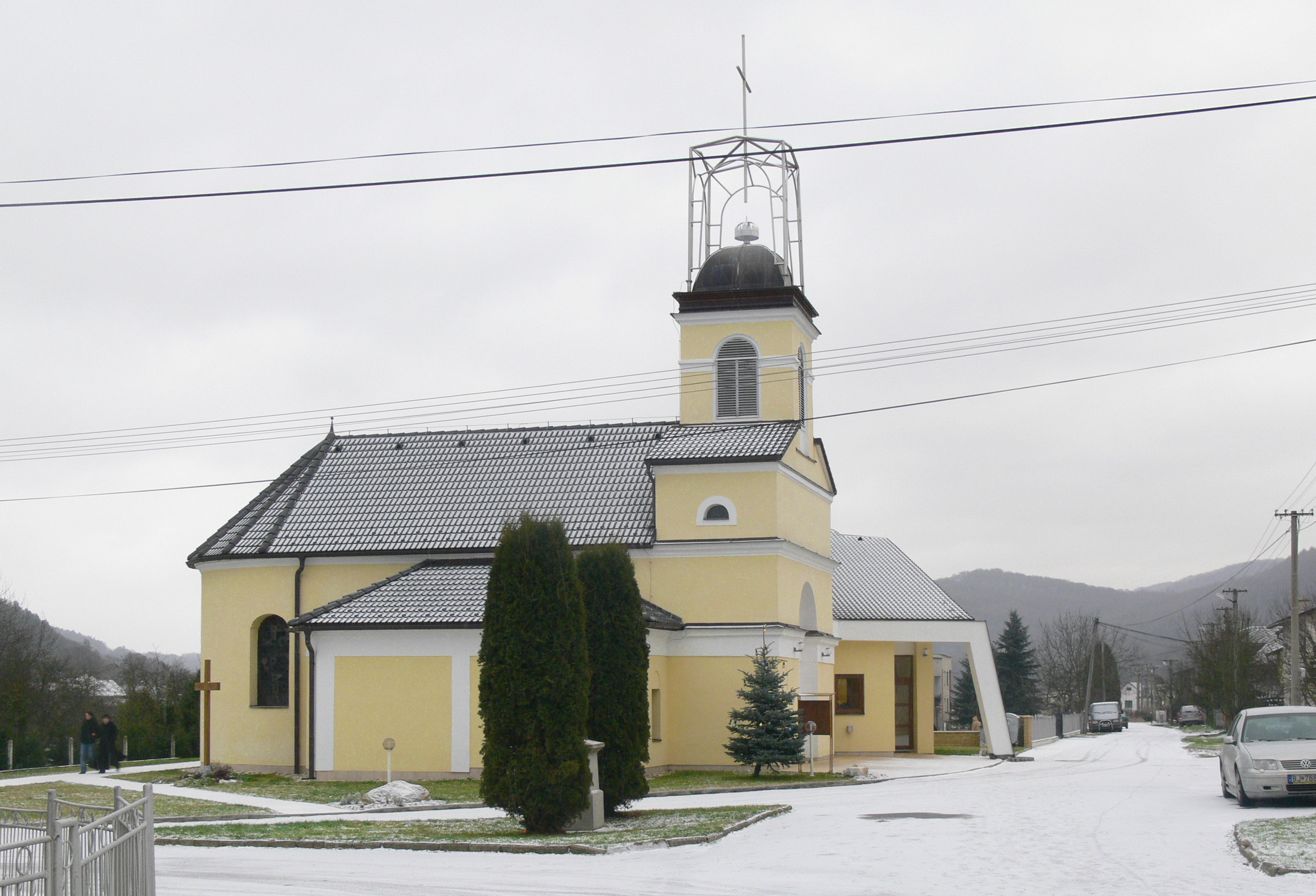
Kirche in Komárov

Das Gemeindegebiet wurde in der Jungsteinzeit und Bronzezeit besiedelt, mit archäologischen Funden von Hügelgräbern der Kultur ostslowakischer Hügelgräber sowie einem Bronzefund aus der Spätbronzezeit.
Komárov wurde nach deutschem Recht in der Herrschaft von Kurima gegründet und zum ersten Mal 1355 als Kamarow schriftlich erwähnt. Weitere historische Bezeichnungen sind unter anderem Komaro (1427), Kamarocz (1618) und Komarow (1808). 1427 wurden 36 Porta verzeichnet. Das Dorf lag damals in der Herrschaft von Makovica. Im späten 15. Jahrhundert wurde Komárov durch ein polnisches Heer verwüstet. Im 16. und 17. Jahrhundert gab es je eine Mühle und Säge im Ort. Im 18. und 19. Jahrhundert gehörten die Ortsgüter der Familie Bydeskuty.
1787 hatte die Ortschaft 31 Häuser und 286 Einwohner, 1828 zählte man 42 Häuser und 338 Einwohner, die als Landwirte und gelegentlich als Fuhrleute und Kalkbrenner beschäftigt waren.
Bis 1918 gehörte der im Komitat Sáros liegende Ort zum Königreich Ungarn und kam danach zur Tschechoslowakei beziehungsweise heute Slowakei. In der Zeit der ersten tschechoslowakischen Republik waren die Einwohner als Waldarbeiter und Fuhrleute im örtlichen Großgut tätig. Nach dem Zweiten Weltkrieg pendelte ein Teil der Einwohner in Industriebetriebe in Bardejov zur Arbeit. Die örtliche Einheitliche landwirtschaftliche Genossenschaft (Abk. JRD) wurde im Jahr 1959 gegründet.

## Bevölkerung
| Jahr                | 1994 | 2004    | 2014    | 2024     |
| ------------------- | ---- | ------- | ------- | -------- |
| Anzahl der Personen | 398  | 408     | 424     | 473      |
| Unterschied         |      | +2,51 % | +3,92 % | +11,55 % |

| Jahr                | 2023 | 2024    |
| ------------------- | ---- | ------- |
| Anzahl der Personen | 462  | 473     |
| Unterschied         |      | +2,38 % |

Nach der Volkszählung 2011 wohnten in Komárov 430 Einwohner, davon 415 Slowaken. 15 Einwohner machten keine Angabe zur Ethnie.
403 Einwohner bekannten sich zur römisch-katholischen Kirche, sieben Einwohner zur griechisch-katholischen Kirche und sechs Einwohner zur Evangelischen Kirche A. B. Ein Einwohner war konfessionslos und bei 15 Einwohnern wurde die Konfession nicht ermittelt.

## Baudenkmäler
- römisch-katholische Stephanskirche im klassizistischen Stil aus dem Jahr 1856, 1905 erweitert

## Verkehr
Nach Komárov führt nur die Cesta III. triedy 3514 („Straße 3. Ordnung“) als Abzweig der Cesta III. triedy 3533 von Bardejov (Anschluss an die Cesta I. triedy 77 („Straße 1. Ordnung“)) nach Kučín.